# Héctor Amelló Montiu
Héctor Amelló Montiu   (Lleida, 1977) és un polític català.
És llicenciat en Belles Arts, llicenciat en Ciències Polítiques i Sociologia i tècnic superior en fotografia artística. Des de 2015 és regidor per Ciutadans a Figueres i Conseller Comarcal de l'Alt Empordà.
A les eleccions al Parlament de Catalunya de 2017 fou escollit com a diputat amb la llista de Ciutadans - Partit de la Ciutadania a la demarcació de Girona.